# Deuxième gouvernement de Nouvelle-Calédonie
Nouvelle-Calédonie
Gouvernement Lèques Gouvernement Frogier II
Le deuxième gouvernement de la Nouvelle-Calédonie depuis l'Accord de Nouméa, ou premier gouvernement Frogier, fut élu le 3 avril 2001 par le Congrès à la suite de la démission du précédent gouvernement le 19 mars, le président de ce dernier, Jean Lèques, ayant quitté son poste pour cause de cumul des mandats après sa réélection à la mairie de Nouméa. Le gouvernement s'est réuni pour la première fois le 5 avril 2001, réunion au cours de laquelle le président et la vice-présidente sont élus et les secteurs de compétence ont été attribués. Il est composé de 11 membres.

## Gouvernement précédent
Gouvernement Lèques.

## Gouvernement suivant
Deuxième gouvernement Frogier.

## Candidatures et élection[1]

### Listes
Les candidats indiqués en gras sont ceux membres du Congrès, élus en 1999. 

### Résultats
|                          | Liste                    | Votes | %     | Sièges au Gouvernement | Détail du vote                                                 |
| ------------------------ | ------------------------ | ----- | ----- | ---------------------- | -------------------------------------------------------------- |
|                          | RPCR-FCCI                | 32    | 62,75 | 7                      | 23 RPCR, 1 divers droite ex-RPCR (Harold Martin), 4 FCCI, 4 FN |
|                          | FLNKS                    | 12    | 23,53 | 3                      | 11 FLNKS (7 Palika, 3 UC et 1 RDO), 1 LKS (Nidoïsh Naisseline) |
|                          | Union calédonienne       | 7     | 13,73 | 1                      | 7 du groupe UC                                                 |
| Total                    | Total                    | 51    | 100   | 11                     | -                                                              |
| Bulletins blancs ou nuls | Bulletins blancs ou nuls | 3     | 5,56  | -                      | Les 3 élus de l'Alliance                                       |

## Présidence et vice-présidence
- Président : Pierre Frogier
- Vice-présidente : Déwé Gorodey

## Composition initiale

### MembresRPCR-FCCI
| Personnalité      | Parti | Secteurs de compétence                                                                       | Autres fonctions                                                            | Profession                                          | Commune - Province        |
| ----------------- | ----- | -------------------------------------------------------------------------------------------- | --------------------------------------------------------------------------- | --------------------------------------------------- | ------------------------- |
| Pierre Frogier    | RPCR  | Président                                                                                    | Député de la 2e circonscription Ex-Maire du Mont-Dore (1987-2001)           | Agent immobilier                                    | Mont-Dore, Province Sud   |
| Maurice Ponga     | RPCR  | Agriculture - Pêche                                                                          | -                                                                           | Instituteur                                         | Kouaoua, Province Nord    |
| Léopold Jorédié   | FCCI  | Enseignement                                                                                 | Ex-président de la Province Nord (1989-1999) Ex-maire de Canala (1989-1995) | Rouleur sur mine Chef d'entreprise                  | Canala, Province Nord     |
| Françoise Horhant | RPCR  | Travail - Fonction publique - Formation professionnelle                                      | -                                                                           | Cadre de santé                                      | Nouméa, Province Sud      |
| Pierre Maresca    | RPCR  | Transports - Communications Relations avec le Congrès Communication audiovisuelle            | 4e adjoint au maire de Nouméa                                               | Fonctionnaire territorial - Journaliste             | Nouméa, Province Sud      |
| Alain Lazare      | RPCR  | Affaires économiques                                                                         | Maire de Boulouparis                                                        | Employé de banque Fonctionnaire territorial Athlète | Boulouparis, Province Sud |
| Hervé Chatelain   | RPCR  | Finances - Budget Suivi du Schéma d'Aménagement et de Développement de la Nouvelle-Calédonie | -                                                                           | Fonctionnaire territorial                           | Nouméa, Province Sud      |

### MembresFLNKS-UNI
| Personnalité           | Parti  | Secteurs de compétence                                                            | Autres fonctions | Profession                                        | Commune - Province         |
| ---------------------- | ------ | --------------------------------------------------------------------------------- | --- | ------------------------------------------------- | -------------------------- |
| Déwé Gorodey           | Palika | Vice-présidente Culture - Jeunesse - Sports                                       | - | Enseignante, conteuse en langues kanak Écrivain   | Ponérihouen, Province Nord |
| Rock Wamytan           | UC     | Affaires coutumières Relations avec le Sénat coutumier et les Conseils coutumiers | Ex-conseiller municipal d'opposition du Mont-Dore (1989-2001) Président du FLNKS Président de l'UC Grand-chef du Pont-des-Français | Fonctionnaire territorial                         | Mont-Dore, Province Sud    |
| Aukusitino Manuohalalo | RDO    | Protection sociale - Santé                                                        | - | Professeur de l'enseignement professionnel, maçon | Dumbéa, Province Sud       |

### MembreUC
| Personnalité  | Parti | Secteurs de compétence | Autres fonctions                            | Profession                                 | Commune - Province   |
| ------------- | ----- | ---------------------- | ------------------------------------------- | ------------------------------------------ | -------------------- |
| Gérald Cortot | UC    | Équipement             | Conseiller municipal d'opposition de Nouméa | Professeur de l'enseignement professionnel | Nouméa, Province Sud |

## Modifications

### Démissions et nominations
- 1er octobre 2001 : annulation par le Conseil d'État de l'élection comme membre du gouvernement d'Aukusitino Manuohalalo (FLNKS-RDO) au profit de Raphaël Mapou (FCCI, huitième sur la liste RPCR-FCCI). La démission de M. Manuohalalo prend effet le 16 octobre et l'entrée en fonction de M. Mapou le 17 octobre qui prend en charge le secteur de la Protection sociale et de la Santé.
- 31 octobre 2001 : démission de Rock Wamytan pour protester contre l'invalidation de l'élection de M. Manuohalalo. Ce dernier, qui est le suivant sur la liste du groupe FLNKS (de tendance UNI), revient donc de fait au gouvernement le 6 novembre et retrouve son portefeuil de la Protection sociale et de la Santé. Le secteur de M. Wamytan, les Affaires coutumières, les Relations avec le Sénat coutumier et les Conseils coutumiers, va à M. Mapou le 8 novembre.
- 25 juillet 2002 : destitution de Raphaël Mapou décidée par le gouvernement réuni en collégialité à la demande du groupe RPCR-FCCI au Congrès. L'intéressé était de plus en plus critique quant au partenariat de la FCCI avec le RPCR et s'opposait ouvertement au projet d'usine du Sud. Sa démission est effective le 29 juillet. Son suivant de liste, le RPCR France Debien, démissionne immédiatement pour continuer à exercer ses fonctions au Congrès. C'est donc Corinne Fuluhea, elle aussi RPCR, qui rentre au gouvernement.
- 2 août 2002 : démission de Françoise Horhant pour des raisons personnelles. Son suivant de liste RPCR, Georges Naturel, lui succède.

### Remaniement du 9 août 2002
À la suite notamment de la nomination de Corinne Fuluhea en remplacement de Raphaël Mapou, et celle-ci, n'étant pas Mélanésienne, ne pouvant prendre en charge le secteur laissé vacant par ce dernier (les Affaires coutumières), un remaniement du gouvernement a lieu le 9 août 2002. 
| Personnalité           | Parti            | Secteurs de compétence                                                                       | Autres fonctions                                                            | Profession                                          | Commune - Province         |
| ---------------------- | ---------------- | -------------------------------------------------------------------------------------------- | --------------------------------------------------------------------------- | --------------------------------------------------- | -------------------------- |
| Pierre Frogier         | RPCR             | Président                                                                                    | Député de la 2e circonscription Ex-Maire du Mont-Dore (1987-2001)           | Agent immobilier                                    | Mont-Dore, Province Sud    |
| Déwé Gorodey           | FLNKS-UNI-Palika | Vice-présidente Culture - Jeunesse - Sports                                                  | -                                                                           | Enseignante, conteuse en langues kanak Écrivain     | Ponérihouen, Province Nord |
| Léopold Jorédié        | FCCI             | Enseignement - Affaires coutumières                                                          | Ex-président de la Province Nord (1989-1999) Ex-maire de Canala (1989-1995) | Rouleur sur mine Chef d'entreprise                  | Canala, Province Nord      |
| Pierre Maresca         | RPCR             | Dialogue social - Transports - Communications Communication audiovisuelle                    | 4e adjoint au maire de Nouméa                                               | Fonctionnaire territorial Journaliste               | Nouméa, Province Sud       |
| Maurice Ponga          | RPCR             | Agriculture - Pêche                                                                          | -                                                                           | Instituteur                                         | Kouaoua, Province Nord     |
| Alain Lazare           | RPCR             | Affaires économiques Relations avec le Congrès, le CES et les Communes                       | Maire de Boulouparis                                                        | Employé de banque Fonctionnaire territorial Athlète | Boulouparis, Province Sud  |
| Hervé Chatelain        | RPCR             | Finances - Budget Suivi du Schéma d'Aménagement et de Développement de la Nouvelle-Calédonie | -                                                                           | Fonctionnaire territorial                           | Nouméa, Province Sud       |
| Gérald Cortot          | FLNKS-UC         | Équipement                                                                                   | Conseiller municipal d'opposition de Nouméa                                 | Professeur de l'enseignement professionnel          | Nouméa, Province Sud       |
| Aukusitino Manuohalalo | FLNKS-UNI-RDO    | Protection sociale - Santé                                                                   | -                                                                           | Professeur de l'enseignement professionnel, maçon   | Dumbéa, Province Sud       |
| Corinne Fuluhea        | RPCR             | Formation professionnelle                                                                    | -                                                                           | Fonctionnaire territoriale                          | Païta, Province Sud        |
| Georges Naturel        | RPCR             | Fonction publique - Simplification administrative                                            | Conseiller municipal d'opposition de Dumbéa                                 | Fonctionnaire territorial                           | Dumbéa, Province Sud       |

## Démission
Le 13 novembre 2002, le membre UC du gouvernement, Gérald Cortot, démissionne ainsi que tous ses suivants de liste, entraînant la chute du gouvernement. L'Union calédonienne, et son nouveau président, Pascal Naouna (représentant d'une ligne dure et qui a remplacé en novembre 2001 le plus modéré Rock Wamytan), voulant ainsi protester contre le « non-fonctionnement de la collégialité ».